# 사영 초공간
이론물리학에서, 사영 초공간(射影超空間, 영어: projective superspace)은 8개의 초대칭을 갖는 양자장론을 편리하게 다루는 초공간이다. 일반 초공간과 사영 직선(리만 구)의 곱공간이다.
4차원에서, {\displaystyle {\mathcal {N}}\geq 2} 초대칭의 경우, 일반적인 초공간을 사용한다면 두 가지의 문제가 발생한다.
- 반가환수 좌표가 너무 많아서, 초다중항이 지나치게 커지므로, 초장에 여러 개의 제약 또는 게이지 대칭을 임의로 가해야 한다.
- 이러한 제약을 가하려면, 일반적으로 운동 방정식을 사용해야 한다. 이 문제는 유한 개의 성분을 가지는 초장으로 해결할 수 없다.[1][2]:§4

이를 해결하기 위하여, 무한 개의 성분을 가지는 초장을 사용해야 한다. (물리적으로, 이 성분들은 유한 개를 제외하고는 모두 보조장이다.) 사영 초공간에서, 이 성분들은 리만 구 위의 로랑 급수의 성분들로서 등장한다. {\displaystyle {\mathcal {N}}=2} 초대칭의 SU(2) R대칭은 리만 구 위의 뫼비우스 변환으로 표현된다.

## 정의
4차원 시공간에서, {\displaystyle {\mathcal {N}}=2} 초대칭을 생각하자. 이 경우, 일반 초공간의 좌표는 다음 세 가지이다.
- {\displaystyle x^{\mu }}
- 스피너 좌표 {\displaystyle \theta ^{\alpha a}}, {\displaystyle {\bar {\theta }}^{{\dot {\alpha }}a}}

여기서 {\displaystyle \alpha \in \{1,2\}} 및 {\displaystyle {\dot {\alpha }}\in \{1,2\}}는 왼손 · 오른손 스피너 지표이며, {\displaystyle a\in \{1,2\}}는 SU(2) R대칭의 기본 표현 지표이다.
사영 초공간은 여기에 추가 가환 좌표 {\displaystyle u\in \mathbb {C} ^{2}\setminus \{0\}}를 갖는다. 좌표들의 표현은 다음과 같다.
| 좌표                                                  | 로런츠 군 {\displaystyle \operatorname {SO} (3,1)} 표현 | R대칭 {\displaystyle \operatorname {SU} (2)} 표현 (스핀 {\displaystyle j}) | R대칭 {\displaystyle \operatorname {U} (1)} 표현 |
| ----------------------------------------------------- | ------------------------------------------------------- | -------------------------------------------------------------------------- | ------------------------------------------------ |
| {\displaystyle x^{\mu }}                              | (½,½)                                                   | 0                                                                          | 0                                                |
| {\displaystyle u_{a}}                                 | (0,0)                                                   | ½                                                                          | 1                                                |
| {\displaystyle \theta _{a}^{\alpha }}                 | (½,0)                                                   | ½                                                                          | 1                                                |
| {\displaystyle {\bar {\theta }}_{a}^{\dot {\alpha }}} | (0,½)                                                   | ½                                                                          | −1                                               |
여기서, {\displaystyle u}의 두 복소수 성분은 사실 리만 구 {\displaystyle \operatorname {C\mathbb {P} } ^{1}}의 동차 좌표로 여겨진다.

### 공변 미분
일반 초공간의 공변 미분
{\displaystyle D_{\alpha a},{\bar {D}}_{{\dot {\alpha }}a}}
은 다음과 같은 리 괄호를 갖는다.
{\displaystyle \{D_{\alpha a},D_{\beta b}\}=0}
{\displaystyle \{{\bar {D}}_{{\dot {\alpha }}a},{\bar {D}}_{{\dot {\beta }}b}\}=0}
{\displaystyle \{{\bar {D}}_{{\dot {\alpha }}a},D_{\beta b}\}=\mathrm {i} \delta _{ab}\partial _{\mu }\sigma _{\beta {\dot {\alpha }}}^{\mu }}
이제, 다음을 정의하자.
{\displaystyle \nabla _{\alpha }=u_{a}D_{\alpha a}}
{\displaystyle {\bar {\nabla }}_{\dot {\alpha }}=u_{a}{\bar {D}}_{{\dot {\alpha }}b}\epsilon _{ab}}

### 사영 초장
조화 초공간 위에 정의된 초장 {\displaystyle \Phi }가
{\displaystyle \nabla \Phi =0}
{\displaystyle {\bar {\nabla }}\Phi =0}
{\displaystyle {\frac {\partial }{\partial {\bar {u}}}}\phi =0}
를 만족시키며,
{\displaystyle \phi (x,cu)=c^{n}\phi (x,u)\qquad (c\in \mathbb {C} ^{\times })}
를 만족시킨다면, 이를 무게 {\displaystyle n}의 사영 초장(영어: projective superfield)이라고 한다. 이는 이제 {\displaystyle \operatorname {\mathbb {C} P} ^{1}} 위의 {\displaystyle n}만큼 뒤틀린 선다발의 해석적 단면으로 여겨질 수 있다. 또한, 사영 초장은 극점 및 기타 특이점을 가질 수 있다.
이제, 이 극점 및 특이점을 피하는 리만 구 속의 폐곡선 {\displaystyle \gamma }가 주어졌다고 하자. 이제, 4차원 {\displaystyle {\mathcal {N}}=2} 초대칭 이론의 라그랑지언 {\displaystyle {\mathcal {L}}}은 무게 2의 사영 초장을 이루며, 이에 대한 작용은 다음과 같다.
{\displaystyle S=-{\frac {1}{2\pi }}\int _{\gamma }v\mathrm {d} v\int \mathrm {d} ^{4}x\,\mathrm {d} ^{2}\theta \,\mathrm {d} ^{2}{\bar {\theta }}\,\nabla ^{a}\nabla _{a}{\bar {\nabla }}_{\dot {\beta }}{\bar {\nabla }}^{\dot {\beta }}{\mathcal {L}}(z,v)}

## 예
편의상, {\displaystyle \operatorname {\mathbb {C} P} ^{1}}의 좌표 {\displaystyle \zeta =u^{1}/u^{2}}를 생각하자.
사영 초장은 다음과 같이 로랑 급수로 전개될 수 있다.
{\displaystyle \Phi =\sum _{i=-\infty }^{\infty }\Phi _{i}\zeta ^{i}}
스칼라 초다중항(4개 스칼라장과 1개 디랙 스피너장)의 경우, 보통 {\displaystyle \Phi }가 {\displaystyle \zeta =0}에서 정칙 함수인 것을 가정한다. 즉,
{\displaystyle \Phi =\sum _{i=0}^{\infty }\Phi _{i}\zeta ^{i}}
이다.
이제 초대칭 게이지 이론을 생각하자. 위 스칼라 초장은 게이지 변환에 따라 다음과 같이 변환한다.
{\displaystyle \Phi \mapsto \exp(\mathrm {i} \alpha )\Phi }
여기서 {\displaystyle \alpha }는 {\displaystyle \zeta }에 대하여 해석적인, 게이지 변환 매개 변수를 나타내는 초장이다.
게이지 초장(즉, 게이지 보손과 게이지노, 스칼라장을 포함하는 초다중항)은 다음과 같이, {\displaystyle \alpha }변환을 {\displaystyle {\bar {\alpha }}}변환으로 대응시켜, 게이지 불변 운동항을 적을 수 있게 한다.
{\displaystyle \exp V=\exp(\mathrm {i} {\bar {\alpha }})\exp V\exp(-\mathrm {i} \lambda )}
게이지 초장 {\displaystyle V} 역시 조화 초장이며, 이는 또한 다음과 같은 꼴의 로랑 급수를 갖는다.
{\displaystyle V=\sum _{i=-2}^{2}\zeta ^{i}V_{i}}
{\displaystyle V_{-i}=(-)^{i}{\bar {v}}_{i}}

## 같이 보기
- 초공간

## 참고 문헌
1. ↑  Stelle, K. S. (1985). “Manifest realizations of extended supersymmetry” (PDF) (영어).
2. ↑  Ivanov, E. A. “Supersymmetry at BLTP: how it started and where we are” (영어). arXiv:hep-th/0609176.
3. ↑  Lindström, Ulf; Roček, Martin (1990). “N=2 super Yang-Mills theory in projective superspace”. 《Communications in Mathematical Physics》 (영어) 128 (1): 191-196. doi:10.1007/BF02097052. MR 1042450. Zbl 0825.58003.

- Kuzenko, Sergei M. (2010). “Lectures on nonlinear sigma-models in projective superspace”. 《Journal of Physics A》 (영어) 43: 443001. arXiv:1004.0880. Bibcode:2010JPhA...43R3001K. doi:10.1088/1751-8113/43/44/443001.
- Lindström, Ulf (2007). “Hyperkähler metrics from projective superspace” (PDF). 《Archivum Mathematicum》 (영어) 43 (5). arXiv:hep-th/0703181. ISSN 1212-5059.
- Galperin, Alexander Samoilovich; Ivanov, E. A.; Ogievetsky, V. I.; Sokatchev, E. S. (2001). 《Harmonic superspace》 (영어). Cambridge University Press.